# USS President (1800)
USS „President” – ciężka, 44-działowa, drewniana fregata należąca do United States Navy. Ochrzczona przez Jerzego Waszyngtona na cześć jednego z fundamentów konstytucji. Budowę nadzorował Forman Cheeseman. Wodowanie odbyło się w kwietniu 1800 roku w stoczni w Nowym Jorku. „President” był największą z tzw. „sześciu pierwszych fregat”, których konstrukcja została zlecona Ustawą morską z 1794 roku. Ich projektantem był Joshua Humphreys. Wedle jego założeń szóstka miała być głównymi okrętami rodzącej się floty, dlatego też zaplanował je jako większe i odporniejsze na ostrzał niż standardowe fregaty z tamtego okresu. Do pierwszych zadań „Presidenta” należała ochrona amerykańskich jednostek handlowych podczas quasi-wojny z Francją oraz stawianie czoła piratom w trakcie I wojny berberyjskiej.
16 maja 1811 roku „President” wziął udział w „Incydencie z Little Belt” – jego załoga pomyliła HMS „Little Belt” z HMS „Guerriere”, który to okręt przymusowo wcielał do swojej załogi amerykańskich żeglarzy. Okręty ostrzelały się wzajemnie. Późniejsze śledztwa, przeprowadzone przez US Navy i Royal Navy, odpowiedzialnością obarczały stronę przeciwną. Incydent zaognił stosunki pomiędzy Stanami Zjednoczonymi a Wielką Brytanią i stał się jednym z przyczynków do wojny.
Podczas wojny „President” dokonał kilku długich rejsów patrolowych, których najdalszymi punktami były La Manche i wybrzeże Norwegii. W trakcie rejsów załodze udało się pojmać szkuner HMS „Highflyer” oraz liczne statki handlowe. W styczniu 1815 roku, po okresie zablokowania w Nowym Jorku przez Royal Navy, „President” zaatakował okręt wojenny HMS „Endymion”, a następnie, po długim pościgu, został zdobyty przez brytyjską eskadrę. Odtąd jako HMS „President” służył we flocie brytyjskiej do momentu rozebrania w 1818 roku. Plany fregaty został wykorzystane do zbudowania kolejnego okrętu o tej nazwie.

## Projekt i konstrukcja
W latach 90. XVIII wieku amerykańskie statki handlowe zaczęły padać łupem piratów berberyjskich, grasujących na Morzu Śródziemnym, zwłaszcza w pobliżu Algieru. Amerykański Kongres postanowił ukrócić tę praktykę i w tym celu ratyfikował Ustawę morską. Akt przewidywał zgromadzenie funduszy na budowę sześciu fregat, zawierał również klauzulę, iż konstrukcja jednostek zostanie przerwana w razie podpisania pokoju z Algierem.
Humphreys zaprojektował wąski kadłub o długiej stępce, co miało umożliwić zamocowanie ciężkich dział, a skośne żebrowanie miało ograniczyć wyginanie kadłuba w osi pionowej. Poszycie wykonano z bardzo ciężkiego drewna, dzięki czemu kadłuby były wytrzymalsze niż u lekkich fregat. Humphreys opracował projekty, zdawszy sobie sprawę, że raczkująca marynarka Stanów Zjednoczonych nie byłaby w stanie dorównać liczebnością marynarkom europejskim. W związku z tym jego zamysłem było zbudowanie dobrze uzbrojonych jednostek, które łatwo poradziłyby sobie z innymi fregatami, a przy tym na tyle szybkich, by uciec przed okrętami liniowymi.
Jerzy Waszyngton ochrzcił okręt „Presidentem” na cześć jednego z fundamentów konstytucji USA. W marcu 1796 roku, zanim położono stępkę „Presidenta”, rząd USA podpisał porozumienie pokojowe z Algierem. Budowa została zawieszona zgodnie z klauzulą Ustawy morskiej. W 1798 roku, na początku quasi-wojny z Francją, ponownie przyznano fundusze na budowę okrętów – stępka pod przyszłą jednostkę została położona w nowojorskiej stoczni. Budowniczym był Forman Cheeseman, a nadzorcą komandor Silas Talbot.
Opierając się na doświadczeniu, jakie zdobył przy budowie jednostek siostrzanych: „Constitution” i „United States”, Humphreys zlecił Cheesemanowi naniesienie poprawek do projektu. Wśród nich znalazły się: podniesienie pokładu działowego o 5,1 cm i cofnięcie grotmasztu o 61 cm. „President” mierzył 53 m długości (między pionami) i 13,5 m szerokości.

### Uzbrojenie
Nominalnie „President” był fregatą 44-działową, jednak na pokładach zwykle znajdowało się ponad 50 armat: 32 działa 24-funtowe (10,9 kg), 22 karonady 42-funtowe (19 kg) i jedno „długie” działo 18-funtowe.
Royal Navy sklasyfikowała okręt jako jednostkę 50-działową, jednak już wówczas uzbrojona była w 60 dział – 30 24-funtówek na górnym pokładzie, 28 42-funtowych karonad na spardeku oraz dwa dodatkowe działa 24-funtowe na forkasztelu. W lutym 1817 roku fregata została ponownie przeklasyfikowana na okręt 60-działowy.
W przeciwieństwie do współczesnych nam jednostek uzbrojenie okrętów z tamtych czasów nie było stałe. Działa były przenośne i często wymieniano je między statkami w zależności od sytuacji. Każdy z dowódców uzbrajał okręt w zależności od własnych upodobań, biorąc pod uwagę tonaż, liczebność załogi oraz zaplanowaną trasę. W związku z tym uzbrojenie okrętu zmieniało się w ciągu jego służby, a rejestrów takich zmian zwykle nie prowadzono.

## Quasi-wojna i I wojna berberyjska
„President” został zwodowany 10 kwietnia 1800 roku jako ostatnia z „sześciu fregat”. 5 sierpnia, po wyekwipowaniu, ruszył ku Gwadelupie pod dowództwem kmdr. Thomasa Truxtuna. Schyłkową część quasi-wojny spędził na służbie patrolowej, odbijając kilka amerykańskich statków handlowych. W marcu powrócił do Ameryki po tym, jak 3 lutego 1801 roku Kongres ratyfikował traktat pokojowy z Francją. W trakcie trwania konfliktu Stany Zjednoczone płaciły paszom z Wybrzeża Berberyjskiego daninę mającą zagwarantować nietykalność dla jednostek handlowych. W 1801 roku władca Trypolitanii Jusuf Karamanli, niezadowolony z wysokości płaconego mu trybutu (paszowie Algieru otrzymywali więcej), zażądał natychmiastowej zapłaty w wysokości 250 tysięcy dolarów. Thomas Jefferson w odpowiedzi wysłał eskadrę okrętów wojennych, aby przede wszystkim chroniły amerykańskich kupców na Morzu Śródziemnym, a prócz tego zmusiły Berberów do uległości.
W maju komodor Richard Dale wybrał „Presidenta” na swój okręt flagowy, na którym miał udać się na Morze Śródziemne. Jego zadaniem było dokonanie pokazu siły u wybrzeży Algieru, Trypolitanii i Tunisu, aby podtrzymać pokój opłacany trybutem. Dale miał zezwolenie na rozpoczęcie działań militarnych w przypadku wypowiedzenia wojny przez któreś z państw berberyjskich. W skład eskadry Dale’a wchodził „President”, „Philadelphia”, „Essex” i „Enterprise”. 1 lipca eskadra dotarła do Gibraltaru. „President” i „Enterprise” ruszyły ku Algierowi. Ich obecność zmusiła regenta do wycofania się z gróźb stawianych amerykańskim statkom handlowym. Następnie „President” i „Enterprise” pojawiły się u brzegów Tunisu i Trypolitanii, skąd ten pierwszy wypłynął na Maltę, gdzie dotarł 16 sierpnia, by uzupełnić zapasy wody pitnej.
24 sierpnia, uczestnicząc w blokadzie portu w Trypolisie, „President” zdobył grecką jednostkę przewożącą trypolitańskich żołnierzy. Dale wynegocjował wymianę jeńców, dzięki czemu udało się uwolnić kilku Amerykanów. 3 września ponownie dotarł do Gibraltaru. Na początku grudnia, w pobliżu Maó, płynący z prędkością 6 węzłów „President” uderzył w skałę. Dale wybiegł na pokład, a następnie bezpiecznie wyprowadził okręt z niebezpieczeństwa. Późniejsze badanie wykazało, iż wygięta została krótka sekcja stępki. Konieczne naprawy potrwały do marca 1802 roku. Do Ameryki okręt dopłynął 14 kwietnia.
Choć „President” pozostawał w Stanach Zjednoczonych, operacje skierowane przeciwko Berberii trwały. Zebrała się druga eskadra, dowodzona przez Richarda Morrisa na pokładzie USS „Chesapeake”. Niewielkie osiągnięcia tego ostatniego spowodowały jego odwołanie ze stanowiska i rychłe wykluczenie z marynarki w 1803 roku. Trzecia eskadra zebrała się pod dowództwem Edwarda Preble’a na USS „Constitution”. Do lipca 1804 roku wzięła udział w II bitwie w porcie Trypolisu.

### Drugi patrol u wybrzeża Berberii
W kwietniu 1804 roku prezydent Jefferson zdecydował się na wzmocnienie eskadry Preble’a. „President”, „Congress”, „Constellation” i „Essex” przygotowywały się do wypłynięcia pod komodorem Samuelem Barronem. „President” został wybrany na okręt flagowy, jednak przed drogą wymagał wymiany bukszprytu oraz naprawy masztu i takielunku. Minęły dwa miesiące, nim eskadra była gotowa do rejsu. Ostatecznie wypłynęła pod koniec czerwca, by dotrzeć do Gibraltaru 12 sierpnia.
16 sierpnia „President” i „Constellation” opuściły Gibraltar, odwiedziwszy wcześniej Maltę, a 10 września dołączyły do „Constitution”, „Argusa” i „Vixena” na wodach wokół Trypolisu. Spostrzegłszy trzy okręty usiłujące przerwać blokadę Trypolisu, eskadra ruszyła do ataku. Podczas pościgu gwałtowna zmiana kierunku wiatru spowodowała zderzenie „Presidenta” z „Constitution”, w wyniku czego rufa, dziób oraz galion tego drugiego zostały poważnie uszkodzone. Dwie zdobyte jednostki odesłano na Maltę w asyście „Constitution”, a „President” pożeglował do Syrakuz, gdzie dotarł 27 sierpnia.
Barron był wyższy stopniem od Preble’a, co pozwoliło mu na objęcie funkcji komodora, jednak krótko po tym wydarzeniu musiał on zejść na ląd w Syrakuzach z powodu złego stanu zdrowia. Zimą 1804/05 roku, pod komendą komandora George’a Coxa, „President” rozpoczął blokadę Trypolisu. Pod koniec kwietnia 1805 roku „Constitution” zdobył trzy statki u wybrzeża Trypolitanii. „President” odeskortował je na Maltę, a następnie dołączył znów do „Constitution”.
Stan zdrowia Barrona zmusił go do złożenia rezygnacji – pod koniec maja przekazał dowództwo Johnowi Rodgersowi. Barron rozkazał Coxowi przejąć komendę na „Essexem”, zaś „Presidenta” przekazał swojemu bratu Jamesowi (29 maja). 3 czerwca, po bitwie o Darnę, Stany Zjednoczone podpisały traktat pokojowy z Trypolitanią. 13 lipca „President” pożeglował ku Ameryce, wioząc na pokładzie chorego Barrona oraz wielu żeglarzy wypuszczonych z niewoli.

## Incydent z „Little Belt”

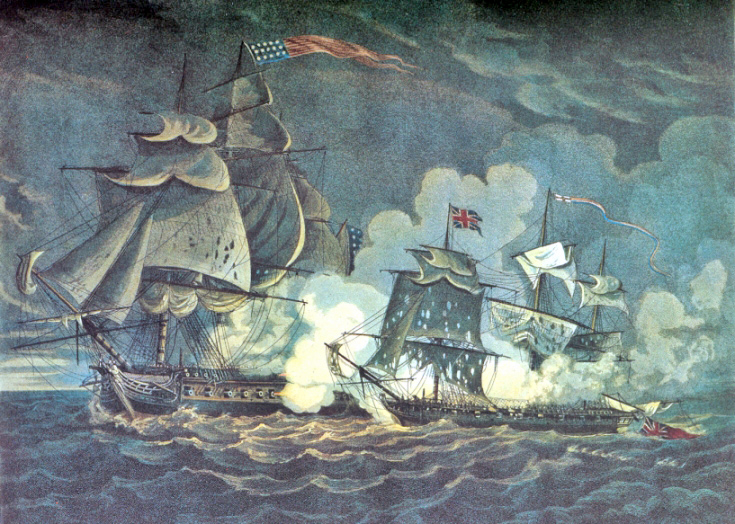
„President” ostrzeliwuje „Little Belt”

W 1807 roku Incydent „Chesapeake”-„Leopard” zaognił stosunki między Stanami Zjednoczonymi a Wielką Brytanią. Przygotowując się na dalsze akty wrogości, Kongres rozpoczął przyznawanie środków na marynarkę wojenną. W 1809 roku „President” przeszedł pod komendę komodora Johna Rodgersa i dokonywał rutynowych i bezowocnych patroli wzdłuż wschodniego wybrzeża.
1 maja 1811 roku brytyjska fregata HMS „Guerriere” zatrzymała amerykański bryg „Spitfire” niecałe 30 km od Nowego Jorku i przymusem wcieliła do swojej załogi jednego z amerykańskich marynarzy.
Rodgersowi rozkazano pościg za „Guerrierem”. 10 maja „President” wypłynął z Fortu Severn. 16 maja, około 64 km na północny wschód od Cape Henry, obserwator dostrzegł żagiel na horyzoncie. Przekonany, iż jest to poszukiwany okręt, Rodgers wywiesił flagi sygnałowe z poleceniem identyfikacji. Niezidentyfikowany okręt – który później okazał się być 20-działową fregatą VI rangi o nazwie „Little Belt” – wywiesił flagi w odpowiedzi, jednak załodze „Presidenta” nie udało się ich odczytać. „Little Belt” płynął na południe i Rodgers podjął pościg.
Nim jednostki znalazły się w odległości umożliwiającej komunikację głosową zapadła noc. Rodgers jeszcze dwukrotnie nadał polecenie identyfikacji, na co odpowiedziano mu takimi samymi flagami. Wedle Rodgersa, zaraz po wymianie sygnałów flagowych, z „Little Belta” padł strzał, który rozdarł takielunek „Presidenta”. Komodor odpowiedział ogniem. „Little Belt” wystrzelił z trzech armat, by następnie oddać pełną salwę burtową. Rodgers polecił ogniomistrzom prowadzenie ognia bez rozkazu. Kilka salw mocno uszkodziło „Little Belta”. Po kilku minutach ognia załoga „Presidenta” zdała sobie sprawę, iż ostrzeliwany cel jest znacznie mniejszy niż poszukiwana fregata – Rodgers rozkazał wstrzymać ogień. Jednakże „Little Belt” wypalił ponownie i „President” zrewanżował się kolejnymi salwami. Kiedy wystrzały z „Little Belta” umilkły ostatecznie, amerykańska fregata zaprzestała ostrzału i czekała. Świtaniem okazało się, iż „Little Belt” został mocno uszkodzony. Rodgers wysłał szalupę z ofertą pomocy w naprawie. Kapitan fregaty, Arthur Bingham, odmówił i skierował okręt ku Halifaxowi w Nowej Szkocji. Na pokładzie „Presidenta” ranny był tylko jeden marynarz, podczas gdy po przeciwnej stronie zabitych lub ranionych zostało 31 ludzi.
Po dotarciu „Presidenta” do portu US Navy rozpoczęło dochodzenie. Zebrawszy zeznania oficerów i załogi ustalono, iż to „Little Belt” pierwszy otworzył ogień. Na podstawie zeznań Binghama dochodzenie prowadzone przez Royal Navy ustaliło, że było na odwrót oraz że walka ogniowa trwała 45 minut, a nie 5, jak zeznał Rodgers. W kolejnych raportach obaj dowódcy twierdzili, iż wymianę ognia rozpoczął przeciwnik. Wobec sytuacji patowej rządy obu państw „zamiotły aferę pod dywan”.

## Wojna brytyjsko-amerykańska

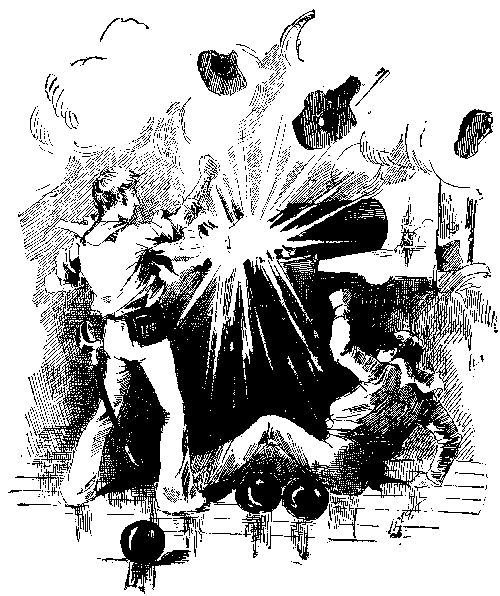
Wybuch działa podczas pościgu za HMS „Belvidera”

18 czerwca 1812 roku Stany Zjednoczone wypowiedziały Wielkiej Brytanii wojnę. Trzy dni później, w ciągu godziny od otrzymania wiadomości o tym fakcie, komodor Rodgers pożeglował do Nowego Jorku. Następnie, na pokładzie „Presidenta”, powiódł eskadrę składającą się z „United States”, „Congressu”, „Horneta” i „Argusa” na 70-dniową wyprawę przez Atlantyk. Napotkany statek handlowy poinformował go o flocie brytyjskich jednostek handlowych płynących z Jamajki do Wielkiej Brytanii. Eskadra ruszyła w pogoń i 23 czerwca natrafiła na HMS „Belviderę”.
„President” ruszył w pościg. Pierwszy odnotowany strzał tamtej wojny oddał osobiście sam Rodgers z działa pościgowego – kula uderzyła w ster i przebiła się do komory działowej. Przy czwartym strzale wymierzonym w „Belviderę” wybuchło działo znajdujące się jeden pokład pod Rodgersem, zabijając lub raniąc 16 żeglarzy, a także ciskając kapitanem o pokład z na tyle dużą siłą, by złamać nogę.

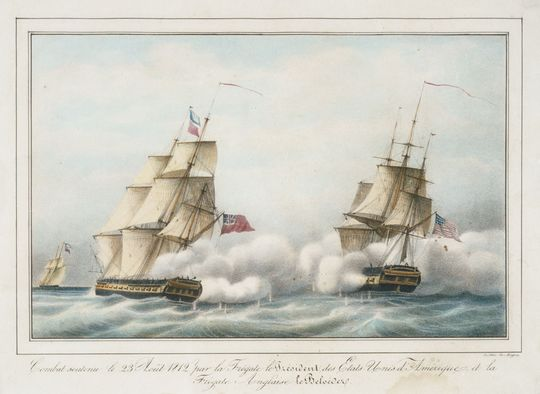
HMS „Belvidera” kontra USS „President”

Zamieszanie wywołane tym faktem pozwoliło uciekającej jednostce na strzał z dział rufowych, który zabił kolejnych sześciu ludzi. Rodgers nie ustawał w pogoni, prowadząc ogień z dział pościgowych, który uszkodził takielunek. Dwie salwy burtowe miały nikłe efekty. Załoga „Belvidery” dokonała szybkich napraw: aby zmniejszyć wagę i zwiększyć prędkość, odcięto kotwice oraz łodzie i wypompowano słodką wodę za burtę. Niebawem ścigana fregata oddaliła się na tak duży dystans, iż Rodgers przerwał pościg. „Belvidera” pożeglowała do Halifaxu, przynosząc wieść o wypowiedzeniu wojny.
Eskadra powróciła do poszukiwań jamajskiego konwoju. Już 1 lipca natrafiła na jego ślad w postaci dryfujących łupin kokosa i skórek pomarańczowych. „President” dopłynął na odległość jednego dnia rejsu od La Manche, lecz nie natrafił na jednostki handlowe. 13 lipca Rodgers odwołał pościg. W drodze powrotnej eskadra pochwyciła 7 statków handlowych i odbiła jeden.
8 października, po uzupełnieniu zapasów, „President”, nadal pod komendą Rodgersa, wypłynął w towarzystwie „Congressu”, „United States” i „Argusa”. 10 października „President” podjął pościg za HMS „Nymphe”, ale nie zdołał jej dogonić. 12 października „United States” i „Argus” odłączyły się od eskadry, aby rozpocząć własne patrole. 17 października „President” pochwycił brytyjski kurier „Swallow”, wiozący na pokładzie walutę. 31 października „President” i „Congress” rozpoczęły pościg za HMS „Galateą”, eskortującą dwa statki handlowe. Pogoń trwała 3 godziny, w czasie których „Congress” pojmał jeden ze statków handlowych o nazwie „Argo”. W tym czasie „President” pędził za „Galateą” i zbliżał się z każdą chwilą, jednak w nocy stracił ją z oczu. Przez cały listopad „President” i „Congress” pozostawały razem, lecz nie udało im się pojmać żadnych jednostek. Wracając do Ameryki, wybrały kurs na północ od Bermudów w kierunku Virginia Capes. 31 grudnia dotarły do Bostonu, zdobywszy 9 pryzów. Obie fregaty zostały zablokowane w porcie do kwietnia 1813 roku przez Royal Navy.

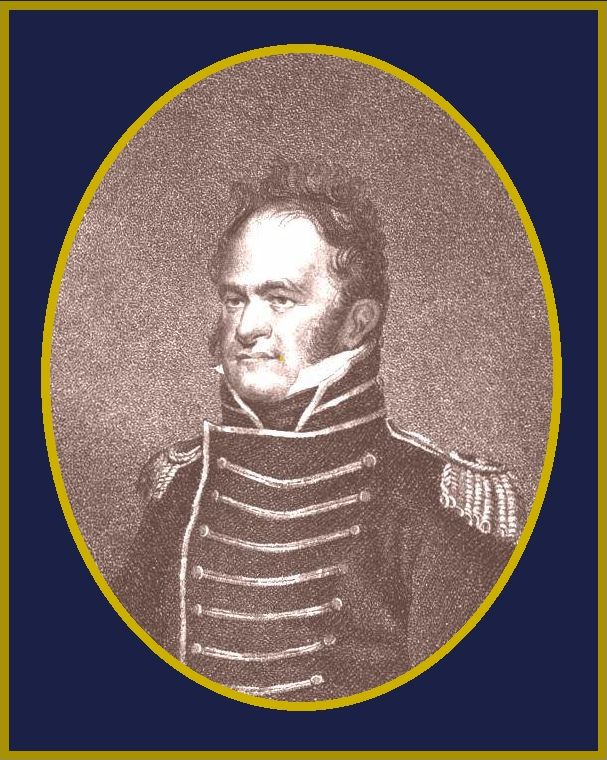
John Rodgers, ok. 1813 roku

30 kwietnia „President” i „Congress” przebiły się przez blokadę i pożeglowały w trzeci rejs. 2 maja ruszyły w pościg za HMS „Curlew”, jednak jednostka zdołała uciec. 8 maja „Congress” odłączył się, a Rodgers wytyczył kurs wzdłuż Golfsztromu celem znalezienia statków handlowych. Kiedy do czerwca załoga nie zobaczyła nawet jednego, „President” ruszył na północ. 27 czerwca dopłynął do norweskiego Bergen, gdzie uzupełnił zapasy wody pitnej. Niedługo później pochwycił dwa statki handlowe, które wcześniej pomogły mu uzupełnić prowiant. W tym samym czasie na horyzoncie pojawiły się dwa okręty Royal Navy. „President” postawił wszystkie żagle i w ciągu 80 godzin udało mu się ujść. Wedle sprawozdania Rodgersa decyzję o ucieczce podjął po identyfikacji zbliżających się jednostek jako okrętu liniowego i fregaty. Późniejsza dokumentacja Royal Navy wykazała, iż faktycznie były to 32-działowa fregata HMS „Alexandria” oraz 16-działowy brander „Spitfire”.
Pozostając kilka dni w pobliżu Kanału Irlandzkiego „President” zdobył kilka statków handlowych. Następnie ruszył ku Ameryce. Pod koniec września, u wschodniego wybrzeża napotkał HMS „Highflyera”. Rodgers użył flag sygnałowych, aby zmylić jego załogę identyfikując się jako HMS „Tenedos”. Porucznik George Hutchinson, kapitan „Highflyera” udał się na pokład „Presidenta” i dopiero tam zorientował się w podstępie. Brytyjski szkuner został zdobyty bez oddania jednego strzału. Ostatecznie podczas tego rejsu, prócz „Highflyera”, „President” zdobył 11 statków handlowych.
4 grudnia „President” wypłynął z Providence. Nocą 25 grudnia napotkał dwie fregaty, z których jedna otworzyła ogień. Rodgers był przekonany, iż są to jednostki brytyjskie. W rzeczywistości były to francuskie fregaty „Méduse” i „Nymphe”. Po tych wydarzeniach Rodgers skierował się ku Barbados na ośmiotygodniowy rejs po Indiach Zachodnich, podczas którego pojmał trzy małe jednostki. 18 lutego 1814 roku, powracając do Nowego Jorku, napotkał francuską fregatę „Loire”, która uciekła zdawszy sobie sprawę, iż ma do czynienia z 44-działowym okrętem. „President” pozostał w Nowym Jorku przez większość 1814 roku ze względu na blokadę prowadzoną przez eskadrę złożoną z „Endymiona”, „Majestica”, „Pomone’y” i „Tenedosa”.

### Zdobycie okrętu przez Anglików

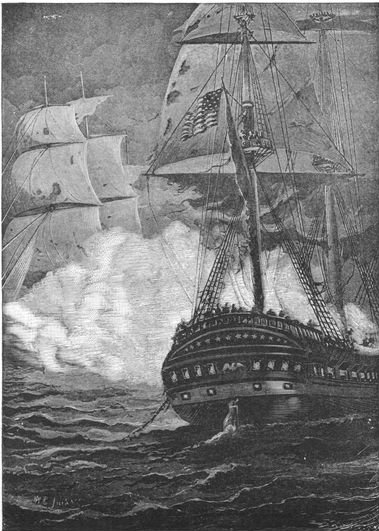
„President” kontra „Endymion”

Podpisany 24 grudnia 1814 roku Traktat gandawski zakończył wojnę. Kongres Stanów Zjednoczonych nie ratyfikował go jednak aż do 18 lutego 1815 roku, co skutkowało kontynuacją działań wojskowych podczas okresu rozejmu.
W grudniu 1814 roku komendę na „Presidentem” przejął Stephen Decatur. Nowy kapitan zaplanował rejs ku Indiom Zachodnim, aby polować na brytyjskie statki. W połowie stycznia 1815 roku śnieżny wicher wygnał brytyjskie jednostki blokujące nowojorski port, dając Decaturowi szansę na wyjście w morze. Wieczorem 14 stycznia wyszedł z portu, lecz wskutek błędnego oznaczenia bezpiecznej trasy przez pilota wpłynął na mieliznę. Uwięziony na piasku „President” unosił się i opadał na fali przyboju. W ciągu dwóch godzin doszło do uszkodzenia kadłuba, poszycia i masztów. Uszkodzenie stępki spowodowało wyginanie jednostki w osi pionowej. Kiedy udało się ściągnąć „Presidenta” z łachy, Decatur oszacował straty i zadecydował o powrocie do portu. Przeszkodą był nieprzychylny wiatr, który wypchnął okręt na morze.
Nie znając dokładnego położenia blokującej eskadry Decatur obrał kurs wymijający, którego celem był przyjazny port, jednak po dwóch godzinach na horyzoncie ukazały się żagle. „President” zmienił kurs chcąc uciec, lecz zniszczenia, jakich doznał poprzedniej nocy, znacznie zmniejszyły jego prędkość. Chcąc nabrać dystansu, Decatur zarządził wyrzucenie niepotrzebnego obciążenia za burtę. Popołudniem 15 stycznia dowodzony przez Henry’ego Hope’a „Endymion” ustawił się w dogodnej pozycji, po czym oddał salwę burtową. Decatur chciał podprowadzić swój okręt w pobliże wrogiej jednostki, a następnie dokonać abordażu i na nim pożeglować do Nowego Jorku. „President” miał zostać zatopiony, by nie wpadł w ręce przeciwnika.
Próbując kilkukrotnie zbliżyć się do „Endymiona” Decatur zorientował się, iż dowodzona przezeń jednostka została uszkodzona w stopniu ograniczającym wszelkie manewry, co pozwoliło przeciwnikowi na przewidywanie ruchów i skuteczną ucieczkę. Wobec nowego problemu Decatur rozkazał ostrzał kulami łańcuchowymi, aby uszkodzić takielunek, dzięki czemu miał nadzieję na spowolnienie wrogiej jednostki i ucieczkę do portu. W południe „Endymion”, znacznie szybszy od pozostałych okrętów eskadry, prowadził już pościg w pojedynkę. O 14.00 ustawił się pod kątem 45° umożliwiającym dogodny ostrzał. „Endymionowi” udało się trzykrotnie ostrzelać „Presidenta” od strony rufy, poważnie uszkadzając jego kadłub. Amerykanie koncentrowali ogień na takielunku, chcąc spowolnić przeciwnika. Wreszcie o 19.58 „President” zaprzestał ostrzału i światłami zasygnalizował kapitulację. „Endymion” również wstrzymał ogień, ale nie wysłał załogi abordażowej ze względu na brak nieuszkodzonych przez ostrzał łodzi. Prócz tego uszkodzone miał przednie ożaglowanie. O 20.30, w czasie gdy brytyjska jednostka dokonywała napraw, Decatur podjął kolejną próbę ucieczki. Załoga „Endymiona” szybko zakończyła naprawy i o 20.52 rozpoczęła pościg.
„President” oddalał się, podczas gdy jego załoga dokonywała pospiesznych napraw. W ciągu dwóch godzin obserwatorzy dostrzegli pozostałe okręty wrogiej eskadry. „President” nie zaprzestał uciekać, ale o zmierzchu „Pomone” i „Tenedos” dogoniły go i zaczęły ostrzeliwać salwami. Zdając sobie sprawę z powagi sytuacji tuż przed północą Decatur ponownie poddał okręt.

## HMS „President”
Załodze opanowanego „Presidenta” nakazano udanie się ku Bermudom w towarzystwie „Endymiona”. Podczas podróży okręty natrafiły na niebezpieczny sztorm, który zniszczył maszty pryzu i nadwerężył poszycie „Endymiona” tak bardzo, iż działa z górnego pokładu zostały wyrzucone, aby okręt nie poszedł na dno. Decatur oraz załoga byli przez pewien czas więzieni na Bermudach. Po powrocie do Stanów Zjednoczonych trybunał wojskowy uniewinnił kapitana, oficerów i załogę od zarzutu pochopnego poddania jednostki.
„President” i „Endymion” popłynęły ku Anglii, 28 marca docierając do Spithead. Pryz został włączony do Royal Navy jako HMS „President”. Początkowo sklasyfikowano go jako okręt 50-działowy, ale już wówczas uzbrojony był w 30 dział 24-funtowych na górnym pokładzie, 28 42-funtowych karonad na spardeku oraz dwa działa 24-funtowe na forkasztelu. W lutym 1817 roku jednostkę zaklasyfikowano jako okręt 60-działowy.
W marcu 1818 roku rozważano remont. Inspekcja przeprowadzona w suchym doku ujawniła, że większa część poszycia była przegniła, wobec czego w czerwcu okręt rozebrano w Portsmouth. Projekt „Presidenta” został skopiowany i posłużył do budowy jednostki o tej samej nazwie w 1829 roku, jednak był to raczej zabieg polityczny – Royal Navy chciało zachować nazwę i podobieństwo do oryginalnego okrętu, w celu przypomnienia Ameryce oraz innym krajom o jego zdobyciu.